# Prometno inženirstvo (cestni promet)
Prometno inženirstvo je področje gradbeništva, ki uporablja inženirske tehnike za doseganje varnega in učinkovitega pretoka ljudi in blaga na cestah. Osredotoča se predvsem na raziskave za varen in učinkovit pretok prometa, kot so geometrija ceste, pločniki, prehodi za pešce, kolesarske infrastrukture, prometnih znakov, horizontalne prometne signalizacije in semaforjev. Prometno inženirstvo se torej ukvarja s funkcionalnim delom transportnega sistema.